# Abrachyglossum
Abrachyglossum is een geslacht van insecten uit de familie van de blaaskopvliegen (Conopidae), die tot de orde tweevleugeligen (Diptera) behoort.

## Soort
- A. capitatum: Stekeldrager (Loew, 1847)